# Premi Robert 1984
La 1ª edizione dei Premi Robert si è svolta a Copenaghen nel 1984.

## Vincitori
- Miglior film: Skønheden og udyret, regia di Nils Malmros
- Miglior attore protagonista: Jesper Klein - Skønheden og udyret
- Miglior attrice protagonista: Line Arlien-Søborg - Skønheden og udyret
- Miglior attore non protagonista: Hans Christian Ægidius - Forræderne
- Miglior attrice non protagonista: Mette Munk Plum - Isfugle
- Miglior sceneggiatura: Nils Malmros - Skønheden og udyret
- Miglior fotografia: Dan Laustsen - Isfugle
- Miglior montaggio: Janus Billeskov Jansen - Isfugle
- Miglior scenografia: Palle Arestrup - Isfugle
- Migliori costumi: Annelise Hauberg - Forræderne
- Miglior musica: Leif Sylvester - Rocking Silver
- Miglior sonoro: Jan Juhler - Isfugle
- Migliori effetti speciali: Eg Norre - Isfugle
- Miglior film straniero: La scelta di Sophie (Sophie's Choice), regia di Alan J. Pakula
- Miglior cortometraggio/documentario: Motivation, regia di Anne Wivel e Arne Bro
- Premio Robert onorario: Woody Allen e Ove Brusendorff